# ریضوان مانجی
ریضوان مانجی (انگلیسی: Rizwan Manji) (زاده ۱۷ اکتبر ۱۹۷۴) بازیگر کانادایی است.

## اوایل زندگی
مانجی در تورنتو ، انتاریو، از یک خانواده هندی که از تانزانیا به آنجا مهاجرت کرده‌اند، متولد شد. خانواده وی اسماعیلی مسلمان تبار هندی گجراتی هستند و او گفته‌است که دین وی برای او بسیار مهم است. هنگامی که مانجی در کلاس اول بود، او و خانواده اش به کلگری، آلبرتا، جایی که بزرگ شده بودند، نقل مکان کردند.
والدین مانجی می‌خواستند او برای کسب مدرک به دانشگاه برود، اما او می‌خواست بازیگر شود. او در دانشگاه آلبرتا، جایی که خواهرش ریشما ثبت نام کرد، شرکت کرد. تنها کلاسی که از آنجا لذت می‌برد، درام بود. در سال ۱۹۹۲ مانجی در آکادمی موسیقی و دراماتیک آمریکا در شهر نیویورک ثبت نام کرد.

## حرفه
وی در سالهای ابتدایی فعالیت، در فیلم‌ها و نمایش‌های تلویزیونی مختلف نقش‌های کمی را ایفا کرد و نقش‌های مکرر در سریال‌های ممتاز و ۲۴ بازی کرد.

## زندگی شخصی
مانجی به همراه همسر و سه فرزندش در استودیوی سیتی، کالیفرنیا زندگی می‌کند.

## فیلمبرداری

### فیلم
| سال  | عنوان                                              | نقش                | یادداشت    |
| ---- | -------------------------------------------------- | ------------------ | ---------- |
| ۱۹۹۷ | شکایت در منهتن                                     | صاحب روزنامه       |            |
| ۱۹۹۸ | بیش از حد خسته برای مردن                           | جوان عرب           |            |
| ۲۰۰۱ | دزی آمریکایی                                       | سلیم علی خان       |            |
| ۲۰۰۱ | ملکه در عشق                                        | احمد               |            |
| ۲۰۰۲ | گورو                                               | پیشخدمت مهمانی     |            |
| ۲۰۰۴ | فیلوم استار: داستان پیتر پاتل                      | پیتر پاتل          |            |
| ۲۰۰۷ | مبدل‌ها                                             | اکرم               |            |
| ۲۰۰۷ | جنگ چارلی ویلسون                                   | سرهنگ محمود        |            |
| ۲۰۰۷ | خدا، شرکت                                          | تبلیغاتگرای مسلمان | فیلم کوتاه |
| ۲۰۰۹ | تماس کارما                                         | نیکل شاه           |            |
| ۲۰۱۰ | شکوه صبح                                           | تولیدکننده         |            |
| ۲۰۱۲ | دیکتاتور                                           | بیمار              |            |
| ۲۰۱۲ | شهروند                                             | مو                 |            |
| ۲۰۱۳ | گرگ وال استریت                                     | خلیل               |            |
| ۲۰۱۳ | دان جان                                            | معلم               |            |
| ۲۰۱۳ | رمزگشایی آنی پارکر                                 | دستیار             |            |
| ۲۰۱۴ | دکتر کبی                                           | ویجی               |            |
| ۲۰۱۴ | این چیز با گربه                                    | مانو               |            |
| ۲۰۱۴ | الکساندر و روز وحشتناک، وحشتناک، خوب، روز بسیار بد | آقای سلارز         |            |
| ۲۰۱۵ | برابرها                                            | گیلاد              |            |
| ۲۰۱۵ | خانم هند آمریکا                                    | بالو پاتل          |            |
| ۲۰۱۶ | پترسون                                             | دانی               |            |
| ۲۰۱۶ | ببر شکارچی                                         | بابو رحمان         |            |
| ۲۰۱۶ | جوخه غیرمعمولی: فیلم                               | میچ عجیب           |            |
| ۲۰۱۶ | بازگشت به گزاف گویی                                | داریل              |            |
| ۲۰۱۸ | مردی که هیتلر و سپس پاگنده را کشت                  | برگ درخت افرا      |            |

### تلویزیون
| سال        | عنوان                      | نقش             | یادداشت                                            |
| ---------- | -------------------------- | --------------- | -------------------------------------------------- |
| ۲۰۰۵       | ان‌سی‌آی‌اس                   | دکتر پندی       | قسمت: "SWAK"                                       |
| ۲۰۰۵       | آخر شب با کونان اوبراین    | بابانوئل        | قسمت: "#۱۳٫۶۲"                                     |
| ۲۰۰۸       | زندگی                      | دکتر جوان       | قسمت: "Everything... All the Time"                 |
| ۲۰۰۸       | فیلادلفیا همیشه آفتابی است | ماهر            | قسمت: "Paddy's Pub: The Worst Bar in Philadelphia" |
| ۲۰۰۸       | هانا مونتانا               | آجای            | قسمت: "You Never Give Me My Money"                 |
| ۲۰۰۹–۲۰۱۰  | فلش فوروارد                | منش قندهار      | ۳ قسمت                                             |
| ۲۰۰۹       | آشنایی با مادر             | دکتر ویکاش      | قسمت:Double Date                                   |
| ۲۰۰۹       | متوسط                      | رنتال ایجنت     | قسمت: "New Terrain"                                |
| ۲۰۱۰       | ۲۴                         | احمان           | ۳ قسمت                                             |
| ۲۰۱۰       | گلی                        | دکتر گیدوانی    | قسمت: "Laryngitis"                                 |
| ۲۰۱۲       | دختر جدید                  | مرد             | قسمت: "Normal"                                     |
| ۲۰۱۳       | تماس                       | مرد پاکستانی    | قسمت: "Enemy of My Enemy"                          |
| ۲۰۱۳       | پرورش شکست‌خورده            | انیمش           | قسمت: "Indian Takers"                              |
| ۲۰۱۳       | مدیریت خشم                 | پدر هندی        | قسمت: "Charlie and the Airport Sext"               |
| ۲۰۱۳       | استخوان‌ها                  | ریموند مک کانتس | قسمت: "The Mystery in the Meat"                    |
| ۲۰۱۴       | مام                        | دکتر بلین       | ۲ قسمت                                             |
| ۲۰۱۵       | جوان و مشتاق               | دکتر            | قسمت: "Young & Munchies"                           |
| ۲۰۱۵–اکنون | شتز کریک                   | رای بوتانی      | ۱۲ قسمت                                            |
| ۲۰۱۶       | ان‌سی‌آی‌اس: لس آنجلس         | انتون           | قسمت: "Matryoshka, Part 1"                         |
| ۲۰۱۶       | جالوت                      | دکتر کربو       | قسمت: "It's Donald"                                |
| ۲۰۱۷-اکنون | جادوگران                   | تیک پیک ویک     | ۱۰ قسمت                                            |
| ۲۰۱۷       | آقای ربات                  | نورم            | فصل ۳                                              |

### بازی‌های ویدیویی
| سال  | عنوان                           | نقش  |
| ---- | ------------------------------- | ---- |
| ۲۰۰۷ | عصر فرمانروایان : سلسله‌های آسیا | اکبر |